# 入江春行
入江 春行（いりえ はるゆき、1927年8月31日 - 2022年6月3日）は、日本の文学研究者。元大谷女子大学教授。主に与謝野晶子の研究をしていた。

## 人物・来歴
東京出身。法政大学文学部卒。大阪外国語大学講師、大谷女子大学助教授、教授、日本文芸学会常任理事を務めた。与謝野晶子倶楽部名誉会長。雑誌「与謝野晶子研究」主宰。

## 著書
- 『与謝野晶子書誌』創元社, 1957
- 『晶子の周辺』洋々社, 1981.3
- 『与謝野晶子の文学』 (近代の文学）桜楓社, 1983.5
- 『与謝野晶子とその時代 女性解放と歌人の人生』新日本出版社, 2003.4
- 『晶子百歌 精選 解釈と鑑賞』奈良新聞社, 2004.4
- 『与謝野晶子』 (コレクション日本歌人選）笠間書院, 2011.10

編纂
- 『晶子文学選』 (新注近代文学シリーズ）編. 和泉書院, 1989.3